# يوم الجمعة الثالث عشر الجزء السابع الدم الجديد
يوم الجمعة الثالث عشر الجزء السابع الدم الجديد (بالإنجليزية: Friday the 13th Part VII: The New Blood)‏ هو فيلم رعب تم إنتاجه في الولايات المتحدة وصدر في سنة 1988. من بطولة كين هودر.

## الميزانية والإيرادات
بلغت تكلفة إنتاج الفيلم حوالي 2.8 مليون دولار بينما حقق إيرادات تقدر بـ 19.1 مليون دولار ().

## وصلات خارجية
- يوم الجمعة الثالث عشر الجزء السابع الدم الجديد على موقع IMDb (الإنجليزية)
- يوم الجمعة الثالث عشر الجزء السابع الدم الجديد على موقع ميتاكريتيك (الإنجليزية)
- يوم الجمعة الثالث عشر الجزء السابع الدم الجديد على موقع روتن توميتوز (الإنجليزية)
- يوم الجمعة الثالث عشر الجزء السابع الدم الجديد على موقع نتفليكس (الإنجليزية)
- يوم الجمعة الثالث عشر الجزء السابع الدم الجديد على موقع ألو سيني (الفرنسية)
- يوم الجمعة الثالث عشر الجزء السابع الدم الجديد على موقع Turner Classic Movies (الإنجليزية)
- يوم الجمعة الثالث عشر الجزء السابع الدم الجديد على موقع أول موفي (الإنجليزية)
- يوم الجمعة الثالث عشر الجزء السابع الدم الجديد على موقع بوكس أوفيس موجو (الإنجليزية)
- يوم الجمعة الثالث عشر الجزء السابع الدم الجديد على موقع فيلمافينيتي (الإسبانية)
- يوم الجمعة الثالث عشر الجزء السابع الدم الجديد على موقع قاعدة بيانات الأفلام السويدية (السويدية)